# Kościół Matki Bożej Bolesnej w Nieborowie
Kościół Matki Bożej Bolesnej – rzymskokatolicki kościół parafialny należący do parafii pod tym samym wezwaniem (dekanat Łowicz-Katedra diecezji łowickiej).
Jest to oszkarpowana, trzynawowa świątynia, reprezentująca styl neogotycki. Posiada monumentalną, dwuwieżową fasadę.
Budowla została ufundowana przez rodzinę Radziwiłłów.
Obiekt jest murowany i został wzniesiony w latach 1871–1883.
Budową obecnej świątyni zajęli się ksiądz proboszcz Walenty Swiniarcki i książę Michał Radziwiłł. Projekt budowli wykonał architekt Franciszek Brauman, natomiast prace budowlane zostały sfinansowane przez księcia Zygmunta Radziwiłła i z ofiar parafian. W dniu 5 czerwca 1887 roku świątynia została konsekrowana przez arcybiskupa Wincentego Teofila Popiela i otrzymała wezwanie Matki Bożej Bolesnej, Świętego Rocha i Świętego Marcina.